# Walter-Lübcke-Brücke

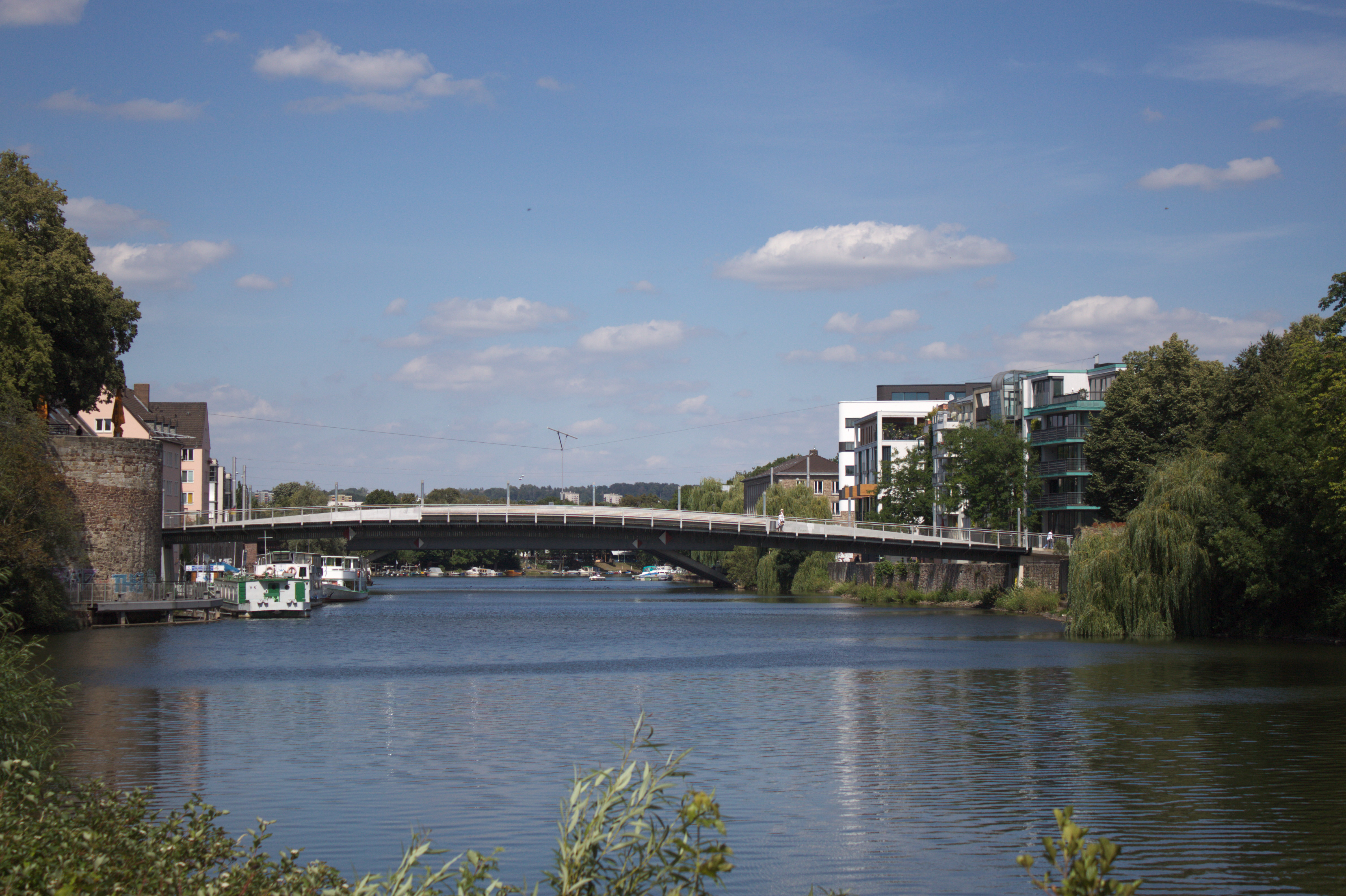

Die Walter-Lübcke-Brücke ist eine Fuß- und Radwegbrücke in Kassel über die Fulda zwischen den Stadtteilen Mitte und Unterneustadt.
Sie wurde im Jahr 2000 unter dem Namen Karl-Branner-Brücke eingeweiht und nach dem früheren Oberbürgermeister von Kassel Karl Branner benannt. Aufgrund der Verbindung zur Politik während des Nationalsozialismus war die Namenswahl seit längerem umstritten. Seit Juni 2021 ist die Brücke nach dem ermordeten Regierungspräsidenten Walter Lübcke benannt.
Wenige Meter nordöstlich der Brücke befindet sich seit 2003 das über dem Fluss hängende Lichtkunstwerk Blue Dancer des japanischen Künstlers Kazuo Katase.

## Geographische Lage
Die Brücke verbindet den Stadtteil Mitte am linksseitigen Fuldaufer beim mittelalterlichen Gebäudeensemble aus Brüderkirche und Renthof mit der Unterneustadt am rechtsseitigen Flussufer. Sie überbrückt neben der Fulda auch die am linksseitigen Flussufer befindliche Schiffsanlegestelle Die Schlagd, die jahrhundertelang Umschlagplatz zwischen Schiffen und Fuhrwerken war. Am Schlagd-Südwestende befindet sich in Brückennachbarschaft das Rondell, ein ehemaliger Geschützturm der mittelalterlichen Stadtbefestigung. Rund 220 m flussaufwärts führt die Drahtbrücke (Fuß- und Radweg) über den Fluss und 160 m flussabwärts die Fuldabrücke (Straße).

## Technische Daten
Die Brücke wurde ab 1999 aus Stahl (Balken; 130 t) und Stahlbeton (Pfeiler- und Widerlager) erbaut; sie wurde 2000 fertiggestellt. Sie ist 102,70 m lang. Ihre drei Segmente haben Stützweiten von 14,00, 68,70 (mittig über dem Fluss) und 20,00 m. Der Überbau ist 2,50 m hoch und 7,61 m breit. Die Brückenfläche ist 750,00 m² groß.

## Kontroverse um die Namenswahl
Ende 2013 war eine Debatte um NS-Verstrickungen Branners, aber auch seiner Vorgänger Willi Seidel und Lauritz Lauritzen aufgeflammt. Die Stadt Kassel gab daraufhin eine Studie in Auftrag. Die Ortsbeiräte Unterneustadt und Stadtmitte hatten für eine Umbenennung der Karl-Branner-Brücke gestimmt. Der Kasseler Magistrat beschloss jedoch im November 2015, die Brücke nicht umzubenennen und eine Erinnerungstafel mit Erläuterungen zum Lebenslauf Branners anzubringen. Die Tafel wurde im Juni 2019 wieder abgehängt, da einige Historiker gegen deren Inhalt protestiert und mit juristischen Konsequenzen gedroht hatten. Auch die Forderung einer Umbenennung der Brücke wurde erneut aufgegriffen, wobei Bürger der Stadt Kassel den Namen Lübcke-Brücke, als Erinnerung an den von einem Rechtsradikalen ermordeten Kasseler Regierungspräsidenten Walter Lübcke, ins Spiel brachten. Im Mai 2021 wurde schließlich bekannt gegeben, dass die Brücke ab Juni den Namen Walter-Lübcke-Brücke tragen wird, was am 22. Juni 2021 durch einen offiziellen Einweihungsakt vollzogen wurde.